# Jules Émile Planchon
Jules Émile Planchon (n. 21 martie 1823, Ganges, Languedoc-Roussillon, Franța – d. 1 aprilie 1888, Montpellier, Franța) a fost un botanist francez.

## Biografie
A studiat științele la Universitatea din Montpellier, unde a obținut și doctoratul științific în 1844 și titlul de medic la 7 februarie 1851, cu o teză intitulată Limitele concordanței dintre formele, structura, afinitățile plantelor și proprietățile lor medicinale. Refuzat de facultatea de medicină, unde dorea un post de profesor, a plecat să lucreze la grădina botanică regală din Kew⁠(d), în Anglia, iar apoi a devenit profesor la Ghent și apoi la Nancy. Fostul său profesor, Dunal, a revenit la Montpellier în anul 1853, ca suplinitor la facultatea de științe, unde mai târziu a devenit profesor titular. A devenit apoi director al Școlii Superioare de Farmacie, în anul 1859, și profesor la facultatea de medicină în 1881, având ca atribuție coordonarea grădinii de plante. Pentru a nu acumula prea multe responsabilități, a demisionat de la facultatea de științe.
I se datorează descrierea uneia dintre speciile producătoare de kiwi, Actinidia chinensis⁠(d).
A devenit celebru în timpul crizei de filoxeră. Mai întâi, a făcut parte din grupul de trei experți (împreună cu Gaston Bazille⁠(d) și Félix Sahut⁠(d)), care a detectat prezența filoxerei pe rădăcinile de viță de vie în Saint-Martin-de-Crau⁠(d), 15 iulie 1868. Un raport al Academiei de Științe documentează această descoperire. Apoi, el s-a distins, împreună cu cumnatul său Jules Lichtenstein, prin mai multe articole care detaliau progresele în înțelegerea biologiei filoxerei și a modului ei de răspândire. În cele din urmă, datorită reputației dobândite ca profesor la mai multe facultăți și ca autor de articole, a ajuns vârful de lance al luptei împotriva insectei. Planchon era un „americanist”, adică un susținător al altoirii soiurilor de viță de vie franțuzească pe rădăcini de plante americane. Cele ce au urmat au demonstrat că, într-adevăr, aceasta era soluția potrivită. El a călătorit în America în 1873, și a confirmat ceea ce îi spusese un entomolog din Lumea Nouă: există filoxeră și în America, și în Europa de acolo a venit. În 1874, el a condensat toate cunoștințele vremii referitoare la filoxeră într-un articol de 23 de pagini publicat în Revue des deux Mondes. Apoi, a revenit la botanică și a publicat lucrări despre vițele de vie din Lumea Nouă și despre capacitatea lor de a servi ca portaltoi.
Orașul său natal, Gange, are o stradă cu numele lui. În Montpellier există piața Planchon⁠(d) (vis-a-vis de gară). Acolo se află și monumentul Planchon: un viticultor recunoscător ridică un ciorchine de strugure până la baza bustului profesorului savant. 
A murit la Montpellier, în 1888, la vârsta de 65 de ani. A fost înhumat în cimitirul protestant din Montpellier⁠(d).
Agronomul Dehérain scria: „posteritatea nu-și va aminti nici de opera de botanică descriptivă a dlui. Planchon, nici de talentul său de scriitor, nici de calitățile sale de profesor; ea își va rezuma judecata într-un singur cuvânt: Dl. Planchon, după ce a dovedit că filoxera a fost cauza morții viței de vie, a contribuit în mare măsură la reconstituirea viței de vie în pledează exploatând plantele americane. El a salvat de la distrugere completă toată regiunea noastră meridională. Aceasta este opera lui; este suficient de frumoasă pentru a-i asigura recunoștința tuturor.”

## Publicații
- Planchon a contribuit la revizuirea Louis Benoît Van Houtte⁠(d), Flore des Serres et des Jardins de l'Europe⁠(d) [Flora serelor și grădinilor Europei]
- În opera în mai multe volume a lui Augustin Pyramus de Candolle, intitulată Prodromus systematis naturalis regni vegetabilis, el a scris articolul despre descrierea plantelor din familia Ulmaceae⁠(d)
- El a contribuit la Monographiae Phanaerogamarum, de Alphonse Pyramus de Candolle și de fiul său Casimir Pyramus de Candolle, pentru volumul V, despre Ampelideae
- În colaborare cu Jose Jeronimo Triana⁠(d), el a publicat Prodromus florae novo-granatensis, între 1862 și 1873
- De asemenea, în colaborare cu Jose Jeronimo Triana, a publicat Mémoire sur la familie des Guttiferes [Memoriu despre familia Guttiferelor], în 1862
- În colaborare cu Jean Jules Linden⁠(d), a scris Preludia florae columbianae, (1853), și Plantae columbianae, (1874-75)
- Histoire botanique et horticole des plantes dites Azalées de l'Inde [Istorie botanică și horticolă a plantelor numite azalee din India], 1854
- Des hermodactes au point de vue botanique et pharmaceutique [Hermodactele din punct de vedere botanic și farmaceutic], 1856
- Rondelet et ses disciples, ou la Botanique de Montpellier au XVIe siècle [Rondelet și discipolii săi, sau botanica din Montpellier în secolul al XVI-lea], 1866
- Le Phylloxéra (de 1854 à 1873) résumé pratique et scientifique [Filoxera (din 1854 până în 1873), rezumat practic și științific], 1873
- Les Mœurs du Phylloxéra de la vigne : résumé biologique [Comportamentul filoxerei viței de vie: rezumat biologic], 1877
- Les Vignes américaines : leur culture, leur résistance au phylloxéra et leur avenir en Europe [Vița de vie americană: cultura ei, rezistența la filoxeră și viitorul ei în Europa], 1875

## Anexe